# Villarrodrigo
Villarrodrigo es una localidad y municipio español situado en la parte septentrional de la comarca de la Sierra de Segura, en la provincia de Jaén, comunidad autónoma de Andalucía. Limita con los municipios jienenses de Siles, Torres de Albanchez, Génave y Benatae —por el enclave del Cuarto del Madroño, cuya jurisdicción es compartida con Torres de Albanchez—; con el municipio ciudadrealeño de Montiel; y con los municipios albaceteños de Alcaraz y Bienservida. Cuenta con una población de 390 habitantes (INE 2024). Por su término discurren los ríos Guadalmena, Turruchel, Villarrodrigo y Onsares.
El municipio villarrodrigueño comprende los núcleos de población de Villarrodrigo —capital municipal— y Onsares.
El casco urbano del municipio está situado a una altitud media de 868 m, asentado sobre una llanura, alcanzándose en algunos puntos del término incluso más de 1400 m. La economía del municipio se sustenta básicamente en la agricultura, dedicada al monocultivo del olivar, mayoritariamente de secano.

## Toponimia
Tras la reconquista a principios del siglo XIII el lugar se llamaba "Albaladexo" nombre de origen árabe que significa "el pueblecito" por el diminutivo romanceado "ejo" o lugar con vestigios anteriores de cultura romana. En el siglo XV se le conoce como "Albaladexo de la Syerra" y "Albaladexo del Vall de Segura". El Maestre de Santiago Don Rodrigo Manrique (1474-1476) le cambió el nombre en su honor por el de "Villa Rodrigo" y le concedió el título de villa. Este es el nombre que aparece en el escudo de la villa. A lo largo del siglo XIX el nombre evolucionó al actual de "Villarrodrigo" que viene a significar "villa del Maestre Don Rodrigo Manrique".

## Símbolos
Escudo

En campo de oro, una cruz de Santiago, de gules, acompañada a diestra y siniestra de una venera al natural. Bordura de plata, con la divisa en letras de sable: La Billa de Billa Rodrigo. Contorno hispano-francés y timbre de corona de infante, elementos externos a sustituir por el contorno español y la corona real cerrada.

## Geografía
Integrado en la comarca de la Sierra de Segura, en el extremo más nororiental de la provincia de Jaén, es uno de los municipios más alejado de la capital, situado a 158 km de distancia de la misma. A pesar de estar en esta comarca, al día de hoy no forma parte del parque natural de las Sierras de Cazorla, Segura y Las Villas.
El término municipal está atravesado por la carretera nacional N-322, entre los pK 240 y 246, y por carreteras locales que permiten la comunicación con Albaladejo, Génave, Torres de Albanchez y Bienservida.
El relieve del municipio tiene dos partes diferenciadas. La zona oriental es montañosa, situándose en la unión de la sierra de Alcaraz (noreste) con la sierra de Calderón (sureste). En esta zona destacan picos como Loma del Gato (1195 metros), El Atalayón (1341 metros) o la Peña de los Enamorados (1403 metros). La zona occidental es más llana, ocupando el corredor que permite la comunicación entre el este y el sur peninsular, conectando con la provincia de Albacete. En el extremo noroccidental, el río Guadalmena marca el límite noroccidental con la provincia de Ciudad Real. 
La altitud oscila entre los 1403 metros al este (Peña de los Enamorados) y los 630 metros a orillas del río Guadalmena. El pueblo se alza a 868 metros sobre el nivel del mar.
| Noroeste: Torres de Albanchez (exclave) y Montiel (Ciudad Real) (exclave) | Norte: Alcaraz (Albacete) (exclave) y Bienservida (Albacete) | Nordeste: Bienservida (Albacete) y Siles |
| Oeste: Montiel (Ciudad Real) (exclave) y Siles (exclave)                  |                                                              | Este: Siles                              |
| Suroeste: Génave                                                          | Sur: Génave y Torres de Albanchez                            | Sureste: Siles                           |

## Historia
En 1243, el emir de la taifa de Murcia (Ibn Hud al-Dawla) firmó las capitulaciones de Alcaraz, con el rey Fernando III. El territorio de Villarrodrigo se integra así a la Corona de Castilla dentro de Reino de Murcia hasta 1833, en que se crea la actual provincia de Jaén.

## Organización político-administrativa

### Elecciones municipales
| Elecciones municipales desde 1979                      |      |      |      |      |      |      |      |      |      |      |      |      |
|                                                        | 1979 | 1983 | 1987 | 1991 | 1995 | 1999 | 2003 | 2007 | 2011 | 2015 | 2019 | 2023 |
| PSOE                                                   | 1    | 3    | 2    | 5    | 4    | 2    | 5    | 6    | 5    | 6    | 4    | 4    |
| AP/PP                                                  | -    | 6    | 2    | 2    | 3    | 3    | 1    | 0    | 2    | 1    | 3    | 3    |
| PCE/IU                                                 | -    | -    | -    | -    | -    | -    | -    | 1    | 0    | -    | -    | -    |
| FADI                                                   | -    | -    | -    | -    | -    | -    | 1    | -    | -    | -    | -    | -    |
| PA                                                     | -    | -    | -    | -    | -    | 2    | -    | -    | -    | -    | -    | -    |
| CIV                                                    | 2    | -    | 3    | -    | -    | -    | -    | -    | -    | -    | -    | -    |
| UCD                                                    | 6    | -    | -    | -    | -    | -    | -    | -    | -    | -    | -    | -    |
| En negrilla el partido más votado                      |      |      |      |      |      |      |      |      |      |      |      |      |
| Fuente: Datos de las elecciones municipales desde 1979 |      |      |      |      |      |      |      |      |      |      |      |      |

### Alcaldía
| Periodo   | Nombre                                               | Partido |
| --------- | ---------------------------------------------------- | ------- |
| 1979-1983 | Fausto Sánchez Navarro                               | UCD     |
| 1983-1987 | José Domingo Ruiz                                    | AP      |
| 1987-1991 | José Ángel Zafra Sánchez                             | CIV     |
| 1991-1995 | José de Gracia Romero                                | PSOE    |
| 1995-1999 | José de Gracia Romero                                | PSOE    |
| 1999-2003 | Ángel Vera Sandoval                                  | IND.    |
| 2003-2007 | Ángel Vera Sandoval                                  | PSOE    |
| 2007-2011 | Ángel Vera Sandoval                                  | PSOE    |
| 2011-2015 | Ángel Vera Sandoval 2011: José Ángel Olivas Corrales | PSOE    |
| 2015-2019 | José Ángel Olivas Corrales                           | PSOE    |
| 2019-2023 | María Virtudes Ojeda García                          | PSOE    |
| 2023-act. | María Virtudes Ojeda García                          | PSOE    |

## Demografía
Villarrodrigo cuenta con una población de 390 habitantes (INE 2024).
| Gráfica de evolución demográfica de Villarrodrigo entre 1842 y 2021                                                   |
| |
| Población de derecho según los censos de población del INE. Población de hecho según los censos de población del INE. |

### Núcleos de población
| Núcleos de población             | Habitantes | Hombres | Mujeres | Distancia (km) |
| -------------------------------- | ---------- | ------- | ------- | -------------- |
| Villarrodrigo (Núcleo principal) | 386        | 196     | 190     | 0 km           |
| Onsares                          | 88         | 47      | 41      | 10 km.         |

## Economía

### Evolución de la deuda viva municipal
| Gráfica de evolución de Deuda viva del Ayuntamiento de Villarrodrigo entre 2008 y 2019                                |
| |
| Deuda viva del Ayuntamiento de Villarrodrigo en miles de Euros según datos del Ministerio de Hacienda y Ad. Públicas. |

## Cultura

### Fiestas
San Antón (17 de enero)
El patrón de los animales es venerado en la localidad desde tiempos inmemoriales. Así, la víspera del día 17 se encienden "luminarias" -hogueras-, en las calles y en torno a ellas, los vecinos saborean un vaso de la típica cuerva. Al día siguiente, después de la ceremonia religiosa, se reparte en la Iglesia, los "roscos de San Antón" ya bendecidos y almacenados en grandes serones. Es costumbre dar un poco de este pan, también a los animales.
San Marcos (25 de abril)
Esta festividad también se celebra en otras poblaciones de la Sierra, saliendo al campo. Allí se comen los "hornazos", -roscas de masa de pan, con aceite de oliva y huevos cocidos decorados- que hay que romper en la cabeza de alguien. El rito central consiste en anudar los tallos de una retama, para ahuyentar fuera del lugar a un diablo alegórico que representa el mal, las tinieblas, el invierno, "espantar el diablo", -en lenguaje popular-. San Marcos representa la entrada de la primavera y el triunfo de la luz sobre las sombras.
Romería de la Virgen de Fátima
Aunque el día en que se celebra esta advocación mariana, es el 13 de mayo, en la localidad se hace el sábado más próximo a esa fecha, para facilitar el desplazamiento de visitantes.
Por la mañana, los romeros salen de la parroquia de la localidad portando a hombros la imagen de la Virgen de Fátima. Recorren entre cánticos, aproximadamente unas distancia de 5 km., hasta llegar al paraje conocido como El Losal. Allí entre pinos se oficia una misa y después las familias y amigos se reúnen en torno a la mesa para degustar chuletas a la brasa, ajoatao y otras viandas.
Por la tarde, la virgen es devuelta, también caminando, a la Iglesia parroquial.
Romería de la Virgen Milagrosa
Tiene lugar el último domingo de mayo, en la vecina aldea de Onsares. Allí en un marco incomparable, entre pinos y olivares, se viene celebrando desde 1928 esta fiesta. Fue la maestra de Onsares, la que solicitó al párroco de Villarrodrigo su visita para que los niños recibieran la Primera Comunión. El sacerdote accedió gustoso y donó a la pedanía una talla de la Virgen, construyéndose una ermita, donde hoy es venerada.
Romería de San Bartolomé (24 de agosto)
Se celebran en honor del Patrón de la localidad y bajo cuya advocación se encuentra la Iglesia parroquial. El día 24, es el día más solemne, pues se procesiona al Santo por las calles de la localidad y a continuación se celebra una misa. Esta fiesta al coincidir con período estival, congrega a gran número de visitantes, que disfrutan de bailes populares en «Las Cuatro Esquinas» a cargo de la charanga Los de Siempre, -una tradición que tiene más de treinta años-. Por la noche, tienen lugar verbenas amenizadas por grupos musicales, que hacen bailar por igual a jóvenes y mayores.
Fiestas patronales de Ntra. Sra. de Albanchez (24 de septiembre)
El novenario que precede estas fiestas, marcan el inicio de la cuenta atrás de los días más esperados del año, por parte de habitantes y visitantes. El día grande es el 24 de septiembre, festividad de Ntra. Sra. de las Mercedes y que en la localidad se celebra bajo la advocación de Albanchez. Según la tradición, la Virgen se apareció a unos pastores en un lugar elevado, conocido como «Piedras de la Ermita», levantándose allí un templo y del que hoy tan sólo quedan unas ruinas.
En la mañana del día 24, la imagen de Ntra. Sra. sale en procesión y seguidamente se celebra una solemne Eucaristía que congrega a gran número de devotos procedentes de todos los lugares.
Durante tres días, junto a los bailes populares y las verbenas, ocupan un lugar destacado, los encierros y el toreo de vaquillas. Es costumbre muy arraigada, salir al campo a esperar a las reses conducidas hábilmente por el mayoral, hacia el pueblo. Cuando la comitiva llega al pueblo, los animales se sueltan por las calles y los mozos que se atreven corren delante o detrás de ellas, los más valientes, las torean en la plaza.

## Gastronomía
Galenos, Gachamiga, ajopringue, ajoatado.

## Deportes
- Bolos serranos